# Barrage du cheval d'obstacles
 (avril 2021).
Si vous disposez d'ouvrages ou d'articles de référence ou si vous connaissez des sites web de qualité traitant du thème abordé ici, merci de compléter l'article en donnant les références utiles à sa vérifiabilité et en les liant à la section « Notes et références ».
Le barrage du cheval d'obstacles est une technique de dressage du cheval de saut d'obstacles visant à le rendre plus respectueux des barres. Pour cela, le dresseur sensibilise les jambes du cheval au moment où il franchit l'obstacle. Il est officiellement interdit, mais en raison de l'orientation actuelle des compétitions de saut d'obstacles, dotées de fortes récompenses et présentant des barres légères qui tombent à la moindre touche, il serait fréquemment employé à haut niveau.

## Technique
Le barrage du cheval d'obstacles vise à lui faire lever les jambes le plus haut possible, plusieurs techniques existent. La plus classique est de soulever la barre d'obstacle au moment où le cheval la franchit, afin qu'il se fasse mal et saute plus haut au saut suivant. Une autre est de lui frapper les jambes, généralement avec un bâton de bambou comme cela a longtemps été autorisé, mais des barres de fer ou des barres hérissées d'objets pointus, comme des capsules de soda, seraient employées en toute illégalité. Certains dresseurs enduisent les membres du cheval avec un produit le sensibilisant, qui rend tout contact avec une barre ou un objet plus douloureux. Ces produits sont particulièrement difficiles à déceler au contrôle antidopage.

## Controverses et interdiction
En raison de son caractère cruel, cette technique est interdite par la fédération équestre internationale :
Toutefois, selon Cheval Magazine, elle est toujours employée par certains dresseurs peu scrupuleux, la présence de quatre chevaux dopés à la capsaicine aux jeux olympiques de Pékin en serait une preuve, tout comme l'existence de chevaux qui franchissent les obstacles avec une grande marge et font des refus plutôt que de heurter les barres. Détecter l'emploi de cette technique est délicat car le plus souvent, les chevaux sont entraînés dans des propriétés privées, loin de tout regard indiscret.
Le 11 janvier 2022, la chaîne allemande RTL Television diffuse un reportage mettant en cause les écuries allemandes de Ludger Beerbaum, dans des scènes de barrage et d'utilisation de barres d'obstacles hérissées de pointes,.

## Culture populaire
Une scène de barrage peut être vue dans le film Le Grand National.